# I cinque disperati duri a morire
I cinque disperati duri a morire (The Last Grenade) è un film britannico del 1970 diretto da Gordon Flemyng.